# Општина Цетинград
Општина Цетинград се налази на Кордуну, у саставу Карловачке жупаније, Република Хрватска. Сједиште општине је у Цетинграду.

## Географија
Општина се налази у југоисточном дијелу Кордуна и Карловачке жупаније. На сјеверу се налази општина Војнић, јужно је општина Раковица, источно се налази Босна и Херцеговина, а са градом Слуњем граничи се јужно и западно.

## Историја
Општина се до територијалне реорганизације у Хрватској налазила у саставу бивше велике општине Слуњ.

## Насељена мјеста
| - Батнога - Бегово Брдо - Било - Боговоља - Бухача - Глинице - Гнојнице - Гојковац - Горња Жрвница | - Горње Гнојнице - Грабарска - Делић Пољана - Доња Жрвница - Доње Гнојнице - Ђурин Поток - Капљув - Кестење - Комесарац | - Крушковача - Кук - Луке - Маљевац - Маљевачко Селиште - Пашин Поток - Подцетин - Полојски Варош - Понор | - Рушевица - Садиковац - Средње Село - Стрмачка - Татар Варош - Трнови - Цетинград - Цетински Варош - Шиљковача |

## Становништво
Према попису из 2001. године општина је имала 2.746 становника. Према попису становништва из 2011. године, општина Цетинград је имала 2.027 становника.
| Општина Цетинград |       |       |       |       |       |       |       |        |       |       |       |       |       |       |       |
| година пописа     | 2001. | 1991. | 1981. | 1971. | 1961. | 1953. | 1948. | 1931.  | 1921. | 1910. | 1900. | 1890. | 1880. | 1869. | 1857. |
| бр. становника    | 2.746 | 4.758 | 5.151 | 6.628 | 7.494 | 8.005 | 8.137 | 10.040 | 8.702 | 9.344 | 9.483 | 9.288 | 8.416 | 8.443 | 8.747 |

| Попис 2011.‍   | Попис 2011.‍ | Попис 2011.‍ | Попис 2011.‍ | Попис 2011.‍ |
| ------------- | ----------- | ----------- | ----------- | ----------- |
|               |             |             |             |             |
| Хрвати        | Хрвати      |             | 1.510       | 74,49%      |
| Бошњаци       | Бошњаци     |             | 314         | 15,49%      |
| Срби          | Срби        |             | 101         | 4,98%       |
| остали        | остали      |             | 102         | 5,04%       |
| укупно: 2.027 |             |             |             |             |

- напомене:

Настала из старе општине Слуњ.